# Osiek Wielki (województwo wielkopolskie)
Osiek Wielki – wieś w Polsce położona w województwie wielkopolskim, w powiecie kolskim, w gminie Osiek Mały.
Wieś królewska należąca do starostwa kolskiego, pod koniec XVI wieku leżała w powiecie konińskim województwa kaliskiego. W latach 1975–1998 miejscowość położona była w województwie konińskim.
Wieś położona 3 km na północ od Koła przy drodze lokalnej do Sompolna.

## Historia
Dokument lokujący wieś na prawie magdeburskim wystawił 27 lutego 1330 Jarand herbu Pomian. Zasadźcą wsi był Stanisław, w zamian za dokonanie lokacji wsi otrzymał trzecią cześć opłat z kar sądowych oraz sześć łanów wolnych pod podatków i prawo do prowadzenia karczmy. Mieszkańcy Osieka otrzymali zwolnienie od podatków na okres 12 lat.
W 1345 wieś była już własnością kościelną. W 1471 starosta kolski Jan Hińcza z Rogowa wykupił wójtostwo wsi i darował władzom miasta Koła. Nie wiadomo w jakich okolicznościach to nastąpiło, ale w 1476 roku Osiek wchodził w skład starostwa kolskiego (tenuty kolskiej).
Od XVI wieku Osiek Wielki był jedną z największych i najbardziej dochodowych wsi w okolicach Koła.
Na początku XIX wieku powstała we wsi szkoła elementarna. W 1827 w Osieku Wielkim mieszkało 646 osób i była to największa wieś na terenie dzisiejszej gminy Osiek Mały. 
We wrześniu 1939 roku we wsi, przez kilka dni, stacjonowało dowództwo grupy operacyjnej generała Knoll-Kownackiego.  
W okresie PRL-u powstała we wsi baza maszynowa Spółdzielni Kółek Rolniczych w Osieku Małym.   

## Kościół
W Osieku Wielkim pierwszy kościół parafialny, drewniany pod wezwaniem św. Mikołaja istniał już w 1345 roku, drugi także drewniany, pod wezwaniem św. Bartłomieja Apostoła zbudowano w XVI wieku. Częściowo odbudowywano w 1803 roku. Obecny, wzniesiony na miejscu dawnego w 1890 roku, konsekrowany w 1905 roku. Styl neogotycki. Kościół posiada bogatą polichromię, zabytkowy rzeźbiony konfesjonał z 1902 roku, chrzcielnicę z piaskowca z okresu baroku. Ołtarz główny z obrazem patrona zasłaniany obrazem Serca Jezusowego. Odpusty w Osieku Wielkim odbywają w niedzielę po uroczystościach św.Bartłomieja (24 sierpnia). Obecnym proboszczem parafii Osiek Wielki jest ks. Eugeniusz Pasternak.
Na cmentarzu mogiła lotnika polskiego por. Góreckiego oraz żołnierza radzieckiego, zastrzelonych w okolicy Osieka Wielkiego.

## OSP
We wsi działa również jednostka Ochotniczej Straży Pożarnej, przy której działa orkiestra dęta pod przewodnictwem Adama Kołodziejczaka. Straż założono w roku 1911 staraniom ówczesnego proboszcza parafii osieckiej oraz gminnego naczelnika. Jak i Jana Urbańskiego rolnika darczyńcy gruntu pod budowę budynku OSP. Kilka lat później założono orkiestrę dętą staraniem tamtejszego organisty. W roku 1986 OSP obchodziła 75-lecie swojej działalności w Osieku Wielkim. Przy straży działa także ludowy zespół "Osieczanki".

## Sport
W miejscowości działa klub piłkarski GKS Osiek Wielki.